# 明報月刊

2007年7月的明报月刊

《明報月刊》，報界簡稱《明月》，是香港明報集團旗下文化類雜誌，於1966年元月創刊，嚴守「獨立、自由、寬容」為信條，面向全球華人社會，内容涵括華人文學、學術、文化、思想等。與《明報》是姊妹刊物。
現於每月月初出版，刊行16開本、116頁。

## 辦刊方針
与《明报》的都市报章性质不同，《明报月刊》创办伊始就被赋予了极强的学术性质，类似大陆的《读书》杂志，金庸希望刊物能成为海外华人沟通的桥梁。因匯集知名有識之士與名人參與撰文和顧問，而每期文章精辟，重分析推理而不失批判精神，另稿件中不乏第一手披露的發現，故常被各地著作多次引用，在全球華人文化界享有較高聲譽。

《明报月刊》和《明报周刊》

《明報月刊》創刊初期由創辦人查良鏞（即金庸）兼任總編輯，在2006年1月號雜誌撰文上，他回憶：“當年下決心出版這本雜誌的時候，我是決定把性命送在這刊物上的。當時心裡只念著這句話：『人總是要死的，為了中國文化而死，做個讀書人，心安理得。』出版《明月》，我們的決心是『和文化大革命對著幹』。我們一生是在中國文化中活過來的。革中國文化之命，除其糟粕，我們贊成；但要破除中國文化，我們就不贊成。我們絕不能放棄中國幾千年的傳統”。

## 歷任總編
《明報月刊》歷任的總編輯有胡菊人（1968年6月始）、董橋（1980年3月始）、張健波、古德明、古兆申、邱立本（1995年4月始）等。2005年起潘耀明任總編輯兼總經理。2023年11月，潘耀明獲委任為榮譽總編輯，總編輯一職由《明報》副編務總監陳錦強兼任。

## 顧問团队
資料摘自該刊2023年7月號，共47位香港與國際文化、學術界知名人士，分別為（以姓氏筆劃為序）：王蒙、王德威、白先勇、田長霖、李天命、李焯芬、李澤厚、李歐梵、余光中、余英時、吳冠中、吳清輝、沈祖堯、杜維明、金耀基、周策縱、柏楊、胡菊人、查良鏞、徐立之、高行健、夏志清、馬悅然、唐德剛、張信剛、張錯、黃永玉、黃玉山、黃苗子、瘂弦、郁風、葛浩文、董橋、楊振寧、潘宗光、鄭愁予、鄭樹森、劉再復、劉紹銘、劉夢溪、戴天、龍應台、聶華苓、羅多弼、饒宗頤、嚴家炎、蕭乾。

## 文化活动
除辦刊外，《明报月刊》並不時舉行探討會議，如2005年11月24～26日的「東亞文化與中文文學」學術研討會、2006年2月25日的「價值中立的文化空間」等。

## 社会评价
白先勇认为《明报月刊》“树立了一种特有的人文精神。直到现在，她的优良传统都得以薪火相传，一直是世界华文读者的重要精神粮食”。
金庸撰文表示创办《明报月刊》“目的就是希望尽力保存中国文化。《明报月刊》的基本风格、基本使命，还是维持到现在，我觉得《明报月刊》在海外跟中国文化事业上，起了一定作用。《明报月刊》的作者几乎包括了与中国文化知识有关的各家各派人士，真正可以说得上是‘群星灿烂’。”

## 衍生出版
1967年夏天起該刊曾出版《中共文化大革命資料彙編》共六卷三百多萬字，亦曾在當時首發张国焘著作《我的回憶》。
2006年為慶祝創刊四十周年，發行明報月刊合訂本電子版（1966～2000）。
2006年9月起，明報月刊40周年紀念精品文叢首套叢書（共六冊）由作家出版社出版。部份目錄詳刊於明報月刊2006年11月號頁末。
1. 《金庸散文集》2006年10月初版，ISBN 7506337495
2. 《中國戲劇大師的命運》梅兰芳、马连良著，2006年9月初版，ISBN 7506337509
3. 《大家》王蒙、莫言、董橋、李歐梵、王安憶、二月河著，2006年9月初版，ISBN 7506337525
4. 《四海紅樓》周汝昌、余英时著，2006年9月初版，ISBN 7506337533（上）、（下）
5. 《異鄉人的星空》
6. 《夢的鴻冥》

2014年1月起至2018年1月止，《明報月刊》曾獲香港藝術發展局資助，增設《明月》文化附冊，為期四年，共計49冊。
2022年7月至2023年6月期間，《明報月刊》獲香港藝術發展局「創建『文化大灣區』計劃」支持，每月增設《明月灣區》文化附冊，共計12期，刊名由金耀基題字。

## 外部連結
- 明報月刊 （页面存档备份，存于）